# پائولا بوناتو
پائولا بوناتو (انگلیسی: Paola Bonato؛ زادهٔ ۳۱ ژانویهٔ ۱۹۶۱) بازیکن فوتبال اهل ایتالیا است.
وی همچنین در تیم ملی فوتبال زنان ایتالیا بازی کرده‌است.